# Оберод
Оберод (њем. Oberrod) општина је у њемачкој савезној држави Рајна-Палатинат. Једно је од 192 општинска средишта округа Вестервалд. Према процјени из 2010. у општини је живјело 720 становника. Посједује регионалну шифру (AGS) 7143282.

## Географски и демографски подаци
Оберод се налази у савезној држави Рајна-Палатинат у округу Вестервалд. Општина се налази на надморској висини од 430 метара. Површина општине износи 6,7 km². У самом мјесту је, према процјени из 2010. године, живјело 720 становника. Просјечна густина становништва износи 107 становника/km².